# Agkistrodon bilineatus
Agkistrodon bilineatus är en ormart som beskrevs av Günther 1863. Agkistrodon bilineatus ingår i släktet Agkistrodon och familjen huggormar. IUCN kategoriserar arten globalt som nära hotad.
Arten förekommer med flera från varandra skilda populationer från Mexiko till Costa Rica. Den vistas i låglandet i mera torra skogar och i savanner. Den besöker även gräsmarker, kulturlandskap och galleriskogar.

## Underarter
Arten delas in i följande underarter:
- A. b. bilineatus
- A. b. howardgloydi
- A. b. lemosespinali
- A. b. russeolus

## Bildgalleri

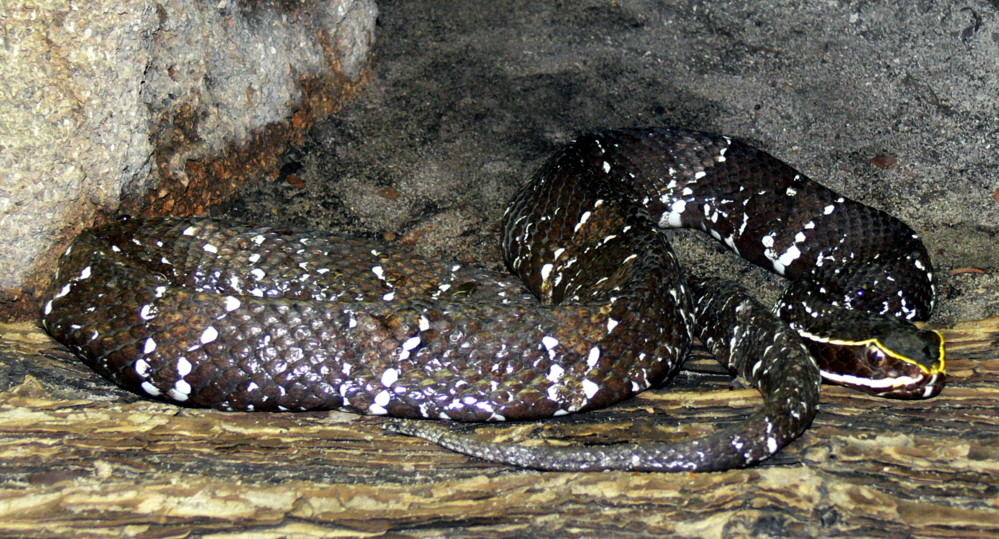
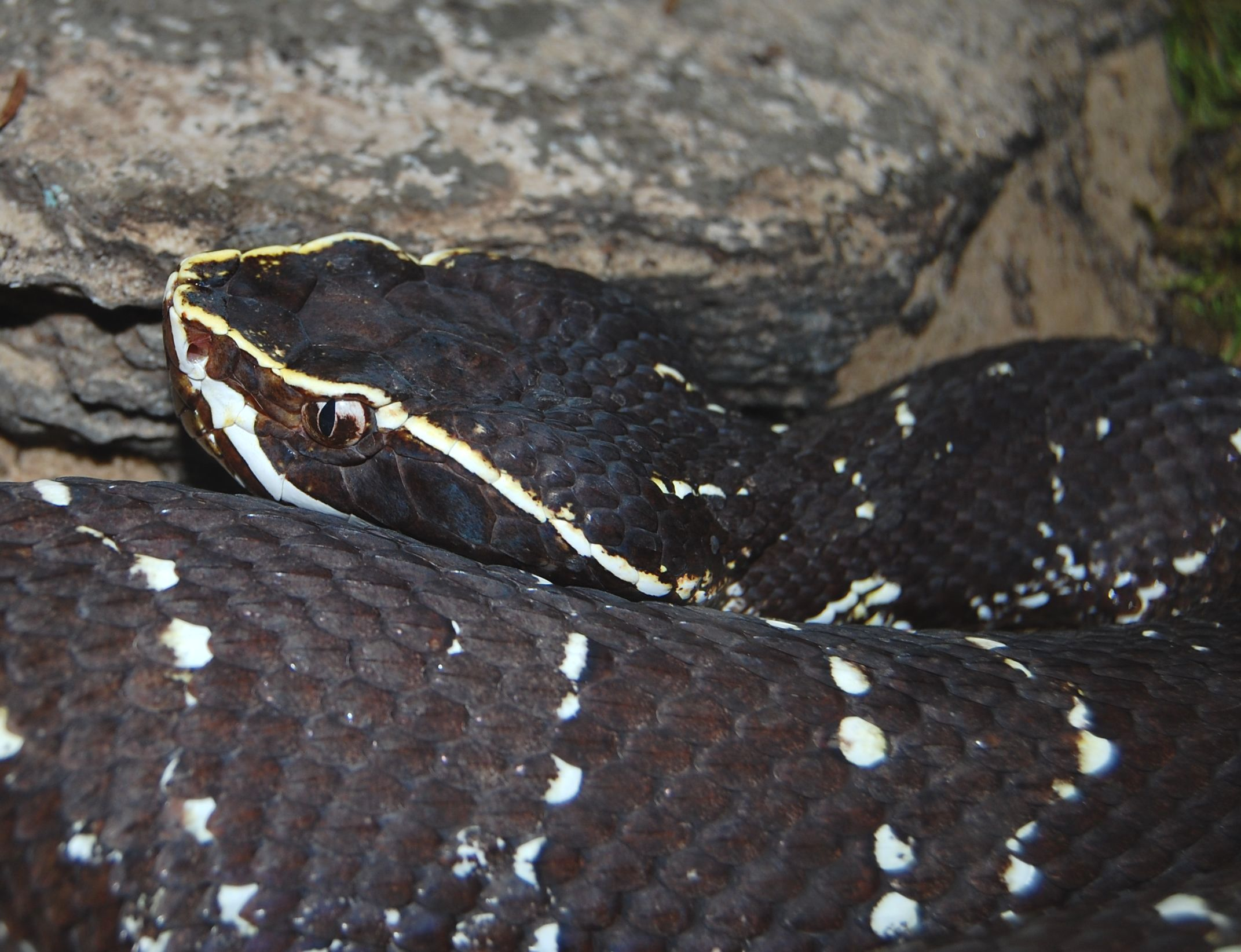
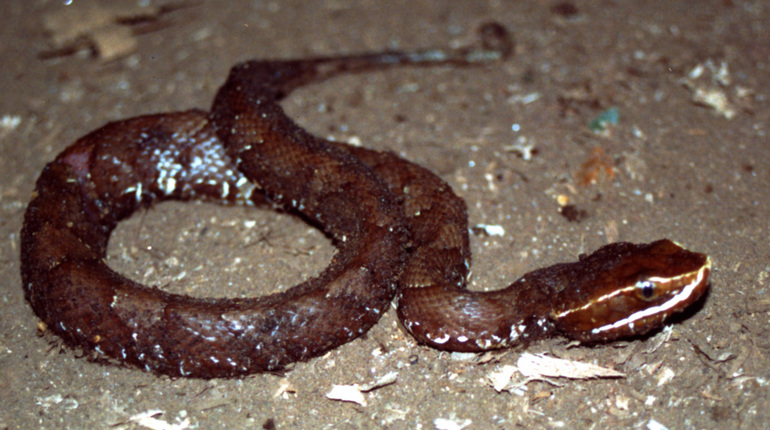
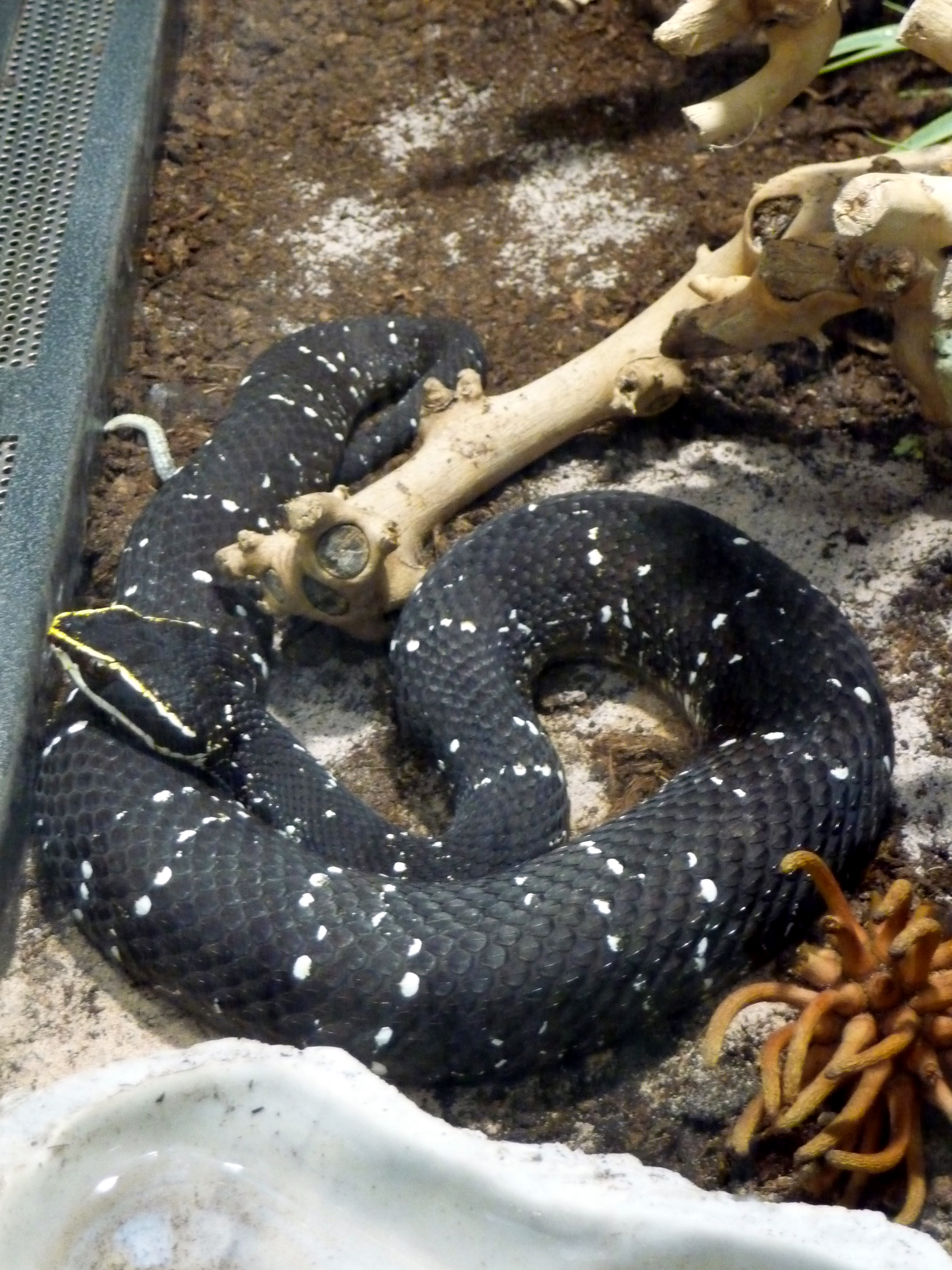